# Space Patrol Luluco
Space Patrol Luluco (яп. 宇宙パトロールルル子 Утю: Паторо:ру Руруко, букв. «Космический патруль Лулуко») — аниме-сериал режиссёра Хироюки Имаиси, выпущенный студией Trigger. Сериал транслировался в Японии с апреля по июнь 2016 года в рамках блока программ «Ultra Super Anime Time».

## Сюжет
Главная героиня аниме — Лулуко — тринадцатилетняя девочка, которая живёт со своим отцом в Огикубо, передовой зоне космической колонизации. Её отец работает в организации «Space Patrol» («Космический Патруль»). В Огикубо живёт много пришельцев-иммигрантов, но Лулуко старается жить жизнью обычной школьницы, и ей это удаётся. Однако одним утром её отец заморозился, и Лулуко пришлось отвезти его на работу. Там её назначают новым членом организации, чтобы так она отработала восстановление отца, и обычная жизнь Лулуко подходит к концу, ведь теперь ей приходится защищать Огикубо и его жителей от космических преступников вместе с коллегами и одноклассниками AΩ Новой и Мидори, а также начальником организации, шефом Овером Джастисом (Over Justice).

## Персонажи
Лулуко (яп. ルル子  Руруко)
Сэйю: M·A·O
Главная героиня истории. Тринадцатилетняя школьница, которая живет со своим отцом в Огикубо. Её единственное желание — жить обычной жизнью, несмотря на необычность ее места. Когда её отец замораживается, ей приходится привезти его на работу, где её назначают космическим патрульным.
Альфа Омега Нова (яп. ΑΩ ·ノヴァ Аруфа Омэга Нова)
Сэйю: Дзюнъя Эноки
Космический патрульный и партнер Лулуко по службе, а также её новый одноклассник.
Мидори (яп. ミドリ Мидори)
Сэйю: Маюми Синтани
Одноклассница Лулуко. После того, как раскрылось, что она распространяла нелегальное приложение для кражи чего угодно, присоединяется к космическому патрулю, чтобы избежать наказаний и проводить больше времени с Новой.
Главный менеджер Овер Джастис (яп. オーバージャスティス本部長 О:ба: Дзясутису хомбутё:)
Сэйю: Тэцу Инада
Глава космического патруля и босс Лулуко.
Кэйдзи (яп. ケイジ Кэйдзи)
Сэйю: Мицуо Ивата
Офицер космического патруля и отец Лулуко, который заморозился за завтраком.
Секретарша (яп. 秘書 хисё)
Частный секретарь Овера Джастиса.
Лалако Годспид (яп. ララ子・ゴッドスピード Рарако Годдосупи:до)
Сэйю: Ёко Хонна
Мать Лулуко. Космический пират, хочет захватить Огикубо. Как и члены патруля, может трансформироваться в оружие.

## Медиа-издания

### Аниме
Space Patrol Luluco выходило в Японии с 1 апреля по 24 июня 2016 года, также транслировалось на Crunchyroll. Сериал был создан и спродюсирован Хироюки Имаиси, дизайн персонажей создан Маго и Юсукэ Ёсигаки. Открывающая композиция — «CRYmax Dohejitsu» (яп. CRYまっくすド平日 Кураимаккусу Дохэдзицу)
группы Fujirokku, закрывающая — «Pipo Password» авторства Teddyloid и Bonjour Suzuki. В аниме часто появлялись персонажи из других работ Trigger, в частности Kill la Kill, Little Witch Academia, Inferno Cop, Kiznaiver, и Sex and Violence with Machspeed.

#### Список серий
| № серии | Название                                                                              | Трансляция в Японии |
| ------- | ------------------------------------------------------------------------------------- | ------------------- |
| 1       | Я — нормальная ученица средней школы «Ватаси, фуцу: но тю:гакусэй» (私、普通の中学生) | 1 апреля 2016 года  |
| 2       | Новый студент прибыл! «Тэнко:сэй га кита!» (転校生が来た！)                           | 8 апреля 2016 года  |
| 3       | Классное поле битвы «Сэндзё: кё:сицу» (戦場教室)                                      | 15 апреля 2016 года |
| 4       | В небо в полном одиночестве «Хиториботти но сора э» (ひとりぼっちの空へ)              | 22 апреля 2016 года |
| 5       | Что мне делать?! «До:ситара ий но» (どうしたらいいの)                                 | 29 апреля 2016 года |
| 6       | Пробуждение одной части «Мэдзамэта соно бубун» (目覚めたその部分)                     | 6 мая 2016 года     |
| 7       | Ловушка из нити судьбы «Уммэй но ито но вана» (運命の糸の罠)                          | 13 мая 2016 года    |
| 8       | Планета волшебства АкВе «Фусиги на тикара но вана» (不思議な力の罠)                   | 20 мая 2016 года    |
| 9       | Истинная ловушка «Хонто: но вана» (本当の罠)                                          | 27 мая 2016 года    |
| 10      | Всё кончено «Дзэмбу овари» (全部おわり)                                               | 3 июня 2016 года    |
| 11      | Я ничего не понимаю «Ватаси, вакаттэнакатта» (私、わかってなかった)                   | 10 июня 2016 года   |
| 12      | Признание «Кокухаку» (告白)                                                           | 17 июня 2016 года   |
| 13      | Я облечу всю вселенную... «Ватаси, утю: но……» (私、宇宙の……)                          | 24 июня 2016 года   |

### Манга
С апреля 2016 года в журнале Ultra Jump, а также на Crunchyroll выходит манга по аниме.